# Írország az 1972. évi nyári olimpiai játékokon
Írország az NSZK-beli Münchenben megrendezett 1972. évi nyári olimpiai játékok egyik részt vevő nemzete volt. Az országot az olimpián 12 sportágban 59 sportoló képviselte, akik érmet nem szereztek.

## Atlétika
Férfi
| Versenyző         | Versenyszám    | Előfutam | Előfutam | Előfutam | Negyeddöntő | Negyeddöntő | Negyeddöntő | Elődöntő | Elődöntő | Elődöntő | Döntő   | Döntő    |
| Versenyző         | Versenyszám    | Idő      | Hely.    | Össz.    | Idő         | Hely.       | Össz.       | Idő      | Hely.    | Össz.    | Idő     | Helyezés |
| ----------------- | -------------- | -------- | -------- | -------- | ----------- | ----------- | ----------- | -------- | -------- | -------- | ------- | -------- |
| Fanahan McSweeney | 400 m          | 47,07    | 5.       | 39.      | kiesett     | kiesett     | kiesett     | kiesett  | kiesett  | kiesett  | kiesett | kiesett  |
| Francis Murphy    | 800 m          | 1:51,1   | 3.       | 42.      |             |             |             | 1:49,2   | 5.       | 16.      | kiesett | kiesett  |
| Francis Murphy    | 1500 m         | 3:43,4   | 5.       | 27.      |             |             |             | kiesett  | kiesett  | kiesett  | kiesett | kiesett  |
| John Hartnett     | 5000 m         | 14:34,6  | 12.      | 51.      |             |             |             |          |          |          | kiesett | kiesett  |
| Michael Keogh     | 5000 m         | 13:57,8  | 5.       | 35.      |             |             |             |          |          |          | kiesett | kiesett  |
| Neil Cusack       | 10 000 m       | 28:45,8  | 10.      | 27.      |             |             |             |          |          |          | kiesett | kiesett  |
| Eddie Leddy       | 3000 m akadály | 8:47,4   | 9.       | 37.      |             |             |             |          |          |          | kiesett | kiesett  |
| Dan McDaid        | Maraton        |          |          |          |             |             |             |          |          |          | 2:22:25 | 23.      |
| Desmond McGann    | Maraton        |          |          |          |             |             |             |          |          |          | 2:28:31 | 42.      |
| Donald Walsh      | Maraton        |          |          |          |             |             |             |          |          |          | 2:31:12 | 47.      |

| Versenyző      | Versenyszám | Selejtező | Selejtező | Döntő    | Döntő    |
| Versenyző      | Versenyszám | Eredmény  | Helyezés  | Eredmény | Helyezés |
| -------------- | ----------- | --------- | --------- | -------- | -------- |
| Phillip Conway | Súlylökés   | 16,69 m   | 27.       | kiesett  | kiesett  |

Női
| Versenyző           | Versenyszám | Előfutam | Előfutam | Előfutam | Elődöntő | Elődöntő | Elődöntő | Döntő   | Döntő    |
| Versenyző           | Versenyszám | Idő      | Hely.    | Össz.    | Idő      | Hely.    | Össz.    | Idő     | Helyezés |
| ------------------- | ----------- | -------- | -------- | -------- | -------- | -------- | -------- | ------- | -------- |
| Claire Walsh        | 800 m       | 2:08,98  | 7.       | 31.      | kiesett  | kiesett  | kiesett  | kiesett | kiesett  |
| Mary Tracey-Purcell | 800 m       | 2:04,18  | 4.       | 21.      | kiesett  | kiesett  | kiesett  | kiesett | kiesett  |
| Mary Tracey-Purcell | 1500 m      | 4:16,43  | 6.       | 25.      | kiesett  | kiesett  | kiesett  | kiesett | kiesett  |
| Margaret Murphy     | 100 m gát   | 15,89    | 6.       | 25.      | kiesett  | kiesett  | kiesett  | kiesett | kiesett  |

| Versenyző       | Versenyszám | 100 m gát | 100 m gát | Súlylökés | Súlylökés | Magasugrás | Magasugrás | Távolugrás | Távolugrás | 200 m | 200 m | Végeredmény | Végeredmény |
| Versenyző       | Versenyszám | Idő       | Pont      | Eredmény  | Pont      | Eredmény   | Pont       | Eredmény   | Pont       | Idő   | Pont  | Pont        | Helyezés    |
| --------------- | ----------- | --------- | --------- | --------- | --------- | ---------- | ---------- | ---------- | ---------- | ----- | ----- | ----------- | ----------- |
| Margaret Murphy | Ötpróba     | 15,18     | 729       | 10,57 m   | 627       | 150 cm     | 726        | 565 cm     | 828        | 24,84 | 860   | 3770        | 27.         |

## Cselgáncs
| Versenyző     | Versenyszám  | Csoport | Selejtező         | 1. forduló                  | 2. forduló                     | 3. forduló        | 4. forduló        | Vigaszág 1. forduló | Vigaszág 2. forduló | Vigaszág 3. forduló | Elődöntő          | Döntő             | Helyezés |
| Versenyző     | Versenyszám  | Csoport | Ellenfél Eredmény | Ellenfél Eredmény           | Ellenfél Eredmény              | Ellenfél Eredmény | Ellenfél Eredmény | Ellenfél Eredmény   | Ellenfél Eredmény   | Ellenfél Eredmény   | Ellenfél Eredmény | Ellenfél Eredmény | Helyezés |
| ------------- | ------------ | ------- | ----------------- | --------------------------- | ------------------------------ | ----------------- | ----------------- | ------------------- | ------------------- | ------------------- | ----------------- | ----------------- | -------- |
| Anto Clarke   | Könnyűsúly   | B       |                   | Szabó Ferenc (HUN) · V      | kiesett                        | kiesett           | kiesett           |                     |                     |                     |                   |                   | 19.      |
| Liam Carroll  | Váltósúly    | B       |                   | Patrick Vial (FRA) · V      | kiesett                        | kiesett           | kiesett           |                     |                     |                     |                   |                   | 18.      |
| Terence Watt  | Középsúly    | B       | erőnyerő          | Alex Bijkerk (AUS) · V      | kiesett                        | kiesett           | kiesett           |                     |                     |                     |                   |                   | 19.      |
| Paddy Murphy  | Félnehézsúly | B       |                   | Włodzimierz Lewin (POL) · V | kiesett                        | kiesett           | kiesett           |                     |                     |                     |                   |                   | 19.      |
| Matthew Folan | Nehézsúly    | A       |                   | erőnyerő                    | Jean-Claude Brondani (FRA) · V | kiesett           | kiesett           |                     |                     |                     |                   |                   | 11.      |
| Matthew Folan | Nyílt        | A       |                   | erőnyerő                    | Tijini Ben Kassou (MAR) · V    | kiesett           | kiesett           |                     |                     |                     |                   |                   | 11.      |

## Evezés
| Versenyző | Versenyszám  | Előfutam | Előfutam | Vigaszág | Vigaszág | Elődöntő | Elődöntő | Döntő | Döntő   | Döntő | Helyezés |
| Versenyző | Versenyszám  | Idő      | Hely.    | Idő      | Hely.    | Idő      | Hely.    | Típus | Idő     | Hely. | Helyezés |
| --------- | ------------ | -------- | -------- | -------- | -------- | -------- | -------- | ----- | ------- | ----- | -------- |
| Seán Drea | Egypárevezős | 7:47,64  | 3.       | 7:50,27  | 2.       | 8:27,70  | 5.       | B     | 7:55,33 | 1.    | 7.       |

## Kajak-kenu

### Síkvízi
Férfi
| Versenyző                        | Versenyszám         | Előfutam | Előfutam | Előfutam | Vigaszág | Vigaszág | Vigaszág | Elődöntő | Elődöntő | Elődöntő | Döntő   | Döntő    |
| Versenyző                        | Versenyszám         | Idő      | Hely.    | Össz.    | Idő      | Hely.    | Össz.    | Idő      | Hely.    | Össz.    | Idő     | Helyezés |
| -------------------------------- | ------------------- | -------- | -------- | -------- | -------- | -------- | -------- | -------- | -------- | -------- | ------- | -------- |
| Howard Watkins                   | Kajak egyes 1000 m  | 4:15,85  | 8.       | 20.      | 4:04,88  | 3.       | 10.      | 4:00,77  | 6.       | 15.      | kiesett | kiesett  |
| Howard Watkins Brendan O'Connell | Kajak kettes 1000 m | 3:59,04  | 9.       | 21.      | 3:45,18  | 4.       | 9.       | kiesett  | kiesett  | kiesett  | kiesett | kiesett  |

Női
| Versenyző   | Versenyszám       | Előfutam | Előfutam | Előfutam | Vigaszág | Vigaszág | Vigaszág | Elődöntő | Elődöntő | Elődöntő | Döntő   | Döntő    |
| Versenyző   | Versenyszám       | Idő      | Hely.    | Össz.    | Idő      | Hely.    | Össz.    | Idő      | Hely.    | Össz.    | Idő     | Helyezés |
| ----------- | ----------------- | -------- | -------- | -------- | -------- | -------- | -------- | -------- | -------- | -------- | ------- | -------- |
| Ann McQuaid | Kajak egyes 500 m | 2:32,64  | 8.       | 15.      | 2:24,56  | 5.       | 9.       | kiesett  | kiesett  | kiesett  | kiesett | kiesett  |

### Szlalom
Férfi
| Versenyző      | Versenyszám | Döntő    | Döntő    | Döntő    | Döntő    | Döntő         | Helyezés |
| Versenyző      | Versenyszám | 1. futam | 1. futam | 2. futam | 2. futam | Jobb eredmény | Helyezés |
| Versenyző      | Versenyszám | Pont     | Hely.    | Pont     | Hely.    | Pont          | Helyezés |
| -------------- | ----------- | -------- | -------- | -------- | -------- | ------------- | -------- |
| Gerard Collins | Kajak egyes | 522,13   | 36.      | 347,95   | 16.      | 347,95        | 24.      |

## Kerékpározás

### Országúti kerékpározás
| Versenyző                                           | Versenyszám     | Idő              | Helyezés      |
| --------------------------------------------------- | --------------- | ---------------- | ------------- |
| Peter Doyle                                         | Mezőnyverseny   | 4:17:09 (+2:32)  | 69.           |
| Liam Horner                                         | Mezőnyverseny   | 4:17:09 (+2:32)  | 38.           |
| Kieron McQuaid                                      | Mezőnyverseny   | 4:17:09 (+2:32)  | 40.           |
| Noel Taggart                                        | Mezőnyverseny   | nem ért célba    | nem ért célba |
| Peter Doyle Liam Horner Kieron McQuaid Noel Taggart | Csapat időfutam | 2:21:37 (+10:20) | 26.           |

## Lovaglás
Lovastusa
| Versenyző                                                             | Ló                                       | Versenyszám | Díjlovaglás | Díjlovaglás | Tereplovaglás | Tereplovaglás | Díjugratás | Díjugratás | Végeredmény | Végeredmény |
| Versenyző                                                             | Ló                                       | Versenyszám | Bünt.       | Hely.       | Bünt.         | Hely.         | Bünt.      | Hely.      | Bünt.       | Helyezés    |
| --------------------------------------------------------------------- | ---------------------------------------- | ----------- | ----------- | ----------- | ------------- | ------------- | ---------- | ---------- | ----------- | ----------- |
| William Buller                                                        | Benka                                    | Egyéni      | -73,33      | 65.         | 47,20         | 17.           | -30,00     | 43.        | -56,13      | 22.         |
| Patrick Connolly-Carew                                                | Tawney Port                              | Egyéni      | -68,00      | 56.         | -7,20         | 28.           | -20,75     | 39.        | -95,95      | 28.         |
| Ronald McMahon                                                        | San Carlos                               | Egyéni      | -55,33      | 26.         | -12,00        | 28.           | 0,00       | 1.         | -67,33      | 24.         |
| William McLernon                                                      | Ballingarry                              | Egyéni      | -65,67      | 51.         | nem ért célba | nem ért célba | kiesett    | kiesett    | kiesett     | kiesett     |
| William Buller Patrick Connolly-Carew Ronald McMahon William McLernon | Benka Tawney Port San Carlos Ballingarry | Csapat      | -189,00     | 13.         | 77,60         | 9.            | -50,75     | 11.        | -219,41     | 9.          |

## Ökölvívás
| Versenyző           | Versenyszám   | Selejtező         | 32-es főtábla                   | Nyolcaddöntő                    | Negyeddöntő                 | Elődöntő          | Döntő             | Helyezés |
| Versenyző           | Versenyszám   | Ellenfél Eredmény | Ellenfél Eredmény               | Ellenfél Eredmény               | Ellenfél Eredmény           | Ellenfél Eredmény | Ellenfél Eredmény | Helyezés |
| ------------------- | ------------- | ----------------- | ------------------------------- | ------------------------------- | --------------------------- | ----------------- | ----------------- | -------- |
| Neil McLaughlin     | Légsúly       | erőnyerő          | Mohamed Abakkar (SUD) · 5-0     | Mohamed Selim Soheim (EGY) · KO | Leo Rwabwogo (UGA) · RSC    | kiesett           | kiesett           | 5.       |
| Michael Dowling     | Harmatsúly    | erőnyerő          | Ove Lundby (SWE) · 4-1          | Orlando Martínez (CUB) · 2-3    | kiesett                     | kiesett           | kiesett           | 9.       |
| Charles Nash        | Könnyűsúly    | erőnyerő          | Erik Madsen (DEN) · 5-0         | Antonio Gin (MEX) · RSC         | Jan Szczepański (POL) · RSC | kiesett           | kiesett           | 5.       |
| James Montague      | Kisváltósúly  |                   | Nosra Vakil Monfard (IRI) · RSC | Ray Seales (USA) · 0-5          | kiesett                     | kiesett           | kiesett           | 9.       |
| John Rodgers        | Váltósúly     | erőnyerő          | Ib Bøtcher (DEN) · 4-1          | Anatoly Khokhlov (URS) · 0-5    | kiesett                     | kiesett           | kiesett           | 9.       |
| Christopher Elliott | Nagyváltósúly | erőnyerő          | Farouk Kesrouani (LIB) · 5-0    | Emeterio Villanueva (MEX) · RSC | kiesett                     | kiesett           | kiesett           | 9.       |

## Sportlövészet
Nyílt
| Versenyző        | Versenyszám | Pont | Helyezés |
| ---------------- | ----------- | ---- | -------- |
| Gerard Brady     | Trap        | 176  | 42.      |
| Dermot Kelly     | Trap        | 178  | 38.      |
| William Campbell | Skeet       | 175  | 52.      |
| Arthur McMahon   | Skeet       | 174  | 53.      |

## Súlyemelés
| Versenyző        | Versenyszám | Nyomás                   | Nyomás                   | Szakítás | Szakítás | Lökés    | Lökés    | Összesen | Helyezés |
| Versenyző        | Versenyszám | Eredmény                 | Helyezés                 | Eredmény | Helyezés | Eredmény | Helyezés | Összesen | Helyezés |
| ---------------- | ----------- | ------------------------ | ------------------------ | -------- | -------- | -------- | -------- | -------- | -------- |
| Frances Rothwell | 90 kg       | érvényes kísérlet nélkül | érvényes kísérlet nélkül | kiesett  | kiesett  | kiesett  | kiesett  | kiesett  | kiesett  |

## Úszás
Férfi
| Versenyző      | Versenyszám  | Előfutam | Előfutam | Előfutam | Elődöntő | Elődöntő | Elődöntő | Döntő   | Döntő    |
| Versenyző      | Versenyszám  | Idő      | Hely.    | Össz.    | Idő      | Hely.    | Össz.    | Idő     | Helyezés |
| -------------- | ------------ | -------- | -------- | -------- | -------- | -------- | -------- | ------- | -------- |
| Andrew Hunter  | 100 m gyors  | 56,09    | 7.       | 37.      | kiesett  | kiesett  | kiesett  | kiesett | kiesett  |
| Brian Clifford | 1500 m gyors | 18:09,28 | 8.       | 40.      |          |          |          | kiesett | kiesett  |
| Liam Ball      | 100 m mell   | 1:09,68  | 4.       | 25.*     | kiesett  | kiesett  | kiesett  | kiesett | kiesett  |
| Liam Ball      | 200 m mell   | 2:33,47  | 5.       | 26.*     |          |          |          | kiesett | kiesett  |

Női
| Versenyző                                                     | Versenyszám            | Előfutam | Előfutam | Előfutam | Elődöntő | Elődöntő | Elődöntő | Döntő   | Döntő    |
| Versenyző                                                     | Versenyszám            | Idő      | Hely.    | Össz.    | Idő      | Hely.    | Össz.    | Idő     | Helyezés |
| ------------------------------------------------------------- | ---------------------- | -------- | -------- | -------- | -------- | -------- | -------- | ------- | -------- |
| Aisling O'Leary                                               | 800 m gyors            | 10:18,05 | 8.       | 36.      |          |          |          | kiesett | kiesett  |
| Christine Fulcher                                             | 100 m hát              | 1:10,63  | 7.       | 29.      | kiesett  | kiesett  | kiesett  | kiesett | kiesett  |
| Christine Fulcher                                             | 200 m hát              | 2:33,73  | 7.       | 32.      |          |          |          | kiesett | kiesett  |
| Ann O'Connor                                                  | 100 m mell             | 1:19,13  | 6.       | 26.      | kiesett  | kiesett  | kiesett  | kiesett | kiesett  |
| Ann O'Connor                                                  | 200 m mell             | 2:53,04  | 6.       | 29.      |          |          |          | kiesett | kiesett  |
| Brenda McGrory                                                | 100 m pillangó         | 1:08,52  | 5.       | 21.      | kiesett  | kiesett  | kiesett  | kiesett | kiesett  |
| Ann O'Connor Christine Fulcher Brenda McGrory Aisling O'Leary | 4 × 100 m gyorsváltó   | 4:26,34  | 8.       | 16.      |          |          |          | kiesett | kiesett  |
| Christine Fulcher Ann O'Connor Brenda McGrory Aisling O'Leary | 4 × 100 m vegyes váltó | 4:45,56  | 7.       | 14.      |          |          |          | kiesett | kiesett  |

* - egy másik versenyzővel azonos időt ért el

## Vitorlázás
Nyílt
| Versenyző                                | Versenyszám     | Futam  | Futam | Futam  | Futam  | Futam | Futam  | Futam | Pontszám | Helyezés |
| Versenyző                                | Versenyszám     | 1      | 2     | 3      | 4      | 5     | 6      | 7     | Pontszám | Helyezés |
| ---------------------------------------- | --------------- | ------ | ----- | ------ | ------ | ----- | ------ | ----- | -------- | -------- |
| Kevin McLaverty                          | Finn dingi      | 35,0   | 38,0  | 37,0   | 31,0   | 34,0  | (41,0) | 28,0  | 203,0    | 31.      |
| Sean Whitaker David Wilkins              | Tempest         | 11,7   | 14,0  | 15,0   | (19,0) | 0,0   | 19,0   | 15,0  | 74,7     | 8.       |
| Harold Cudmore Richard O'Shea            | Repülő hollandi | (37,0) | 30,0  | 22,0   | 22,0   | 23,0  | 22,0   | 8,0   | 127,0    | 17.      |
| Harry Byrne Robert Hennessy Treen Morris | Sárkányhajó     | 16,0   | 20,0  | (28,0) | 13,0   | 15,0  | 25,0   |       | 89,0     | 16.      |

## Vívás
Férfi
| Versenyző           | Versenyszám       | Selejtező | Selejtező | Selejtező         | Selejtező | Negyeddöntő       | Negyeddöntő | Elődöntő          | Elődöntő | Döntő             | Döntő   | Helyezés    |
| Versenyző           | Versenyszám       | 1. kör | 1. kör    | 2. kör            | 2. kör    | Negyeddöntő       | Negyeddöntő | Elődöntő          | Elődöntő | Döntő             | Döntő   | Helyezés    |
| Versenyző           | Versenyszám       | Ellenfél Eredmény | Hely.     | Ellenfél Eredmény | Hely.     | Ellenfél Eredmény | Hely.       | Ellenfél Eredmény | Hely.    | Ellenfél Eredmény | Hely.   | Helyezés    |
| ------------------- | ----------------- | --- | --------- | ----------------- | --------- | ----------------- | ----------- | ----------------- | -------- | ----------------- | ------- | ----------- |
| John Bouchier-Hayes | Tőr, egyéni       | 4. csoport · Bernard Talvard (FRA) · 0-5 · Klaus Reichert (FRG) · 0-5 · Eduardo Jhons (CUB) · 0-5 · Dan Alon (ISR) · 1-5 · Arcangelo Pinelli (ITA) · 4-5    | 6.        | kiesett           | kiesett   | kiesett           | kiesett     | kiesett           | kiesett  | kiesett           | kiesett | helyezetlen |
| John Bouchier-Hayes | Párbajtőr, egyéni | 1. csoport · Hrihorij Krissz (URS) · 0-5 · Reinhold Behr (FRG) · 5-5 · Daniel Giger (SUI) · 0-5 · Peter Askjær-Friis (DEN) · 5-4 · Matthew Chan (HKG) · 5-3 | 5.        | kiesett           | kiesett   | kiesett           | kiesett     | kiesett           | kiesett  | kiesett           | kiesett | helyezetlen |